# Luis Nieto Degregori
Luis Carlos Nieto Degregori (* 11. Juni 1955 in Cusco, Peru) ist ein peruanischer Philologe und Schriftsteller.

## Leben
Luis Carlos Nieto Degregori wurde 1955 in Cusco geboren. Sein Vater Luis Nieto Miranda, im etwa 115 km entfernten Sicuani geborener Dichter, war der Sohn von Zuwanderern aus Moquegua. Seine an der Küste geborene Mutter Bertha Degregori Bendezú war Tochter eines italienischen Einwanderers. Luis Nieto Degregori wuchs als Kind einsprachig mit Spanisch auf; seine Mutter sprach kein einziges Wort und sein Vater nur gebrochen das früher in Cusco dominante Cusco-Quechua. Er selbst lernte nur einzelne Wörter dieser Sprache, denn nach seiner Aussage trauten sich die quechuasprachigen Hausangestellten der Familie angesichts des allgemeinen Rassismus in Peru nicht, ihre Muttersprache zu sprechen. Sein Vater war in der peruanischen Linken sehr aktiv. Andere Persönlichkeiten der Linken gingen bei ihm ein und aus, so dass auch Luis Nieto Degregori alle wichtigen linken Politiker kennenlernte. Die Revolutionäre Regierung der Streitkräfte unter Juan Velasco Alvarado nahm erstmals diplomatische Beziehungen mit der Sowjetunion auf, was Luis Nieto Degregori neue Möglichkeiten eröffnete: Bereits mit 17 Jahren, nach Abschluss der Sekundarschule, verließ er zum Studieren Peru. Von 1972 bis 1978 studierte er in der Sowjetunion an der Universität Patrice Lumumba (Universität der Völkerfreundschaft) in Moskau, wo er 1978 in Literatur und Sprache mit seiner in russischer Sprache geschriebenen Arbeit „Der magische Realismus im Werk von José María Arguedas“ die Lizenziatur erlangte.
Nach Aufenthalten in der Sowjetunion, in Spanien und Frankreich kehrte er 1981 nach Peru zurück und studierte bis 1982 an der Universidad Nacional de San Cristóbal de Huamanga (UNSCH) in Ayacucho/Huamanga. In dieser Zeit nahm von Huamanga aus der Bewaffnete Konflikt in Peru seinen Anfang. Der rasch eskalierende Terror von Sendero Luminoso und Gegenterror der Sicherheitskräfte waren die Grundlage für Luis Nieto Degregoris erste Prosawerke, die in drei Büchern erschienen: Harta cerveza y harta bala, La joven que subió al cielo und Como cuando estábamos vivos.
Nach über zehn Jahren kehrte er nach Cusco zurück, wo er mehrere historische Erzählungen herausbrachte. 1993 gewann er zwei wichtige Literaturpreise: Einen bei der VII. Biennale Cuento Copé von Petroperú für seine Erzählung María Nieves und einen weiteren beim Wettbewerb César Vallejo der Sonntagsbeilage der Tageszeitung El Comercio für seine Erzählung Gabrielico ángel del demonio. Er war Herausgeber der von 1989 bis 1992 erschienenen Wochenzeitung Sur: Semanario Regional Surandino des Centro de Estudios Regionales Andinos Bartolomé de las Casas. Danach war er von 1993 bis 1998 wissenschaftlicher Mitarbeiter am Centro Guaman Poma. 1997 erhielt er das Stipendium für Hispanisten des spanischen Außenministeriums.
Luis Nieto Degregori, wie sein Vater in der peruanischen Linken aktiv, setzte sich in ¿Dónde está la verdad, Gadafito? mit der Desillusionierung mit dem Sozialismus nach dem Fall der Berliner Mauer auseinander. Wie in den anderen Erzählungen in seinem 1994 erschienenen Band Señores destos reynos wird die Handlung aus der Perspektive einer Frau erzählt. In seinem 2003 erschienenen Roman Cuzco después del amor ist der Protagonist ein Architekt, der sich mit dem El Flaco („der Dünne“) genannten Bürgermeister auseinandersetzt. Laut Nieto Degregori ist der Architekt eine fiktive Person, El Flaco dagegen der tatsächliche Spitzname des langjährigen beliebten linken Cuscoer Bürgermeisters Daniel Estrada Pérez (1947–2003), der ein Freund seiner Eltern war und mit dem er reale Auseinandersetzungen gehabt hatte. So beklagt Nieto Degregori die Zerstörung seiner Stadt durch ihre Bewohner selbst (und den von ihnen geliebten Bürgermeister). An einer Stelle lässt er den Architekten auf einen Mauerstein der Inkas pissen, was kritische Reaktionen hervorrief. Estrada erlebte die Veröffentlichung des Romans nicht mehr, da er kurz zuvor an Krebs starb. Nietos 2007 erschienener historischer Roman Asesinato en la Gran Ciudad del Cuzco behandelt dagegen die Konflikte zwischen Indios, Mestizen, Kreolen und Spaniern in Cusco Anfang des 18. Jahrhunderts.
Luis Nieto Degregori wurde Assessor bei der Dezentralisierten Direktion für Kultur Cusco (Dirección Desconcentrada de Cultura del Cusco, DDCC). Ohne selbst Quechua-Sprecher zu sein, trug er in seinem Amt zu Förderung der Quechua-Literatur bei. 2015 initiierte er ein von der DDCC getragenes Projekt, in dessen Rahmen Georgina Maldonado Gómez einzelne Werke von Gabriel García Márquez (Machu wiraquchataq raprasapataq / Un señor muy viejo con unas alas enormes), Mario Vargas Llosa (Qamchu ñuqachu wañusunchik / El desafío) und Juan Carlos Onetti (Qhalilla sumaqlla Bob / Bienvenido Bob), Sócrates Zuzunaga Huaita dagegen Werke von Adolfo Bioy Casares (Paulinapa yuyayninpi / En memoria de Paulina) und Clarice Lispector (Kañakuymantaqa chayqa allichkanmi / Melhor do que arder) ins Quechua übersetzte, alle herausgegeben in Cusco 2015. 2012 war er mit den beiden Linguisten César Itier und Jorge Alejandro Vargas Prado Mitherausgeber einer Anthologie von Quechua-Autoren der Region Cusco. 2019 wurde Luis Nieto Degregori Leiter der DDCC.

## Werke
- 1987: Harta cerveza y harta bala
- 1988: La joven que subió al cielo
- 1989: Como cuando estábamos vivos
- 1990: Con los ojos para siempre abiertos (Sammelband)
- 1990: Fuego del sur (mit Enrique Rosas und Mario Guevara)
- 1992: La ciudad sumergida (Geschichte für Kinder)
- 1994: Señores destos reynos
- 1997: Nosotros los cuzqueños. Visión de progreso del poblador urbano del Cuzco (mit Inés Fernández Baca)
- 2003: Cuzco después del amor
- 2006: Pepe, Pepo y Pipo y la laguna misteriosa
- 2007: Asesinato en la gran ciudad del Cusco
- 2008: El guachimán y otras historias (verfilmt als El guachimán)
- 2012: Pepe, Pepo y Pipo y la montaña de nieve resplandeciente
- 2012: Lucas y el caso del anillo desaparecido
- 2015: La corona del señor moche, novela corta
- 2016: La venganza de los dioses moches
- 2016: Vacaciones en Sicuani